# Sumpcypress
Sumpcypress (Taxodium distichum) är en cypressväxtart som först beskrevs av Carl von Linné, och fick sitt nu gällande namn av Louis Claude Marie Richard. Sumpcypress ingår i släktet Taxodium och familjen cypressväxter. IUCN kategoriserar arten globalt som livskraftig.

## Beskrivning
Sumpcypress är ett upp till 50 m högt barrträd, som växer i sumpmarker längs sydöstra USA:s kust och är där ett viktigt timmerträd. Det har en nedtill kraftigt förtjockad stam, upprätta andningsrötter och ljusgröna barr som fälls på hösten.
Arten förekommer i låglandet och i kulliga områden upp till 530 meter över havet.
Sumpcypress tappar barren före vintern. Den kan bilda skogar där den i princip är det enda trädet. Blandade skogar med andra träd som Nyssa aquatica, Acer rubrum (främst i utbredningsområdets norra del), kungsmagnolia (Magnolia grandiflora) eller arter av släktena Pinus, Fraxinus, Quercus och Liquidambar förekommer likaså. Buskar av järnekssläktet och olvonsläktet bilar ofta skogarnas undervegetation. Spansk mossa (Tillandsia usneoides) växer ofta på sumpcypress. Arten kan växa direkt i vattnet med ett vattenstånd upp till 3 meter.
Arten förekommer tillfälligt i Sverige, odlas som prydnadsträd, blir här sällan mer än 15 m högt och reproducerar sig inte.

## Underarter
Arten delas in i följande underarter:
- T. d. distichum
- T. d. imbricarium

## Bildgalleri

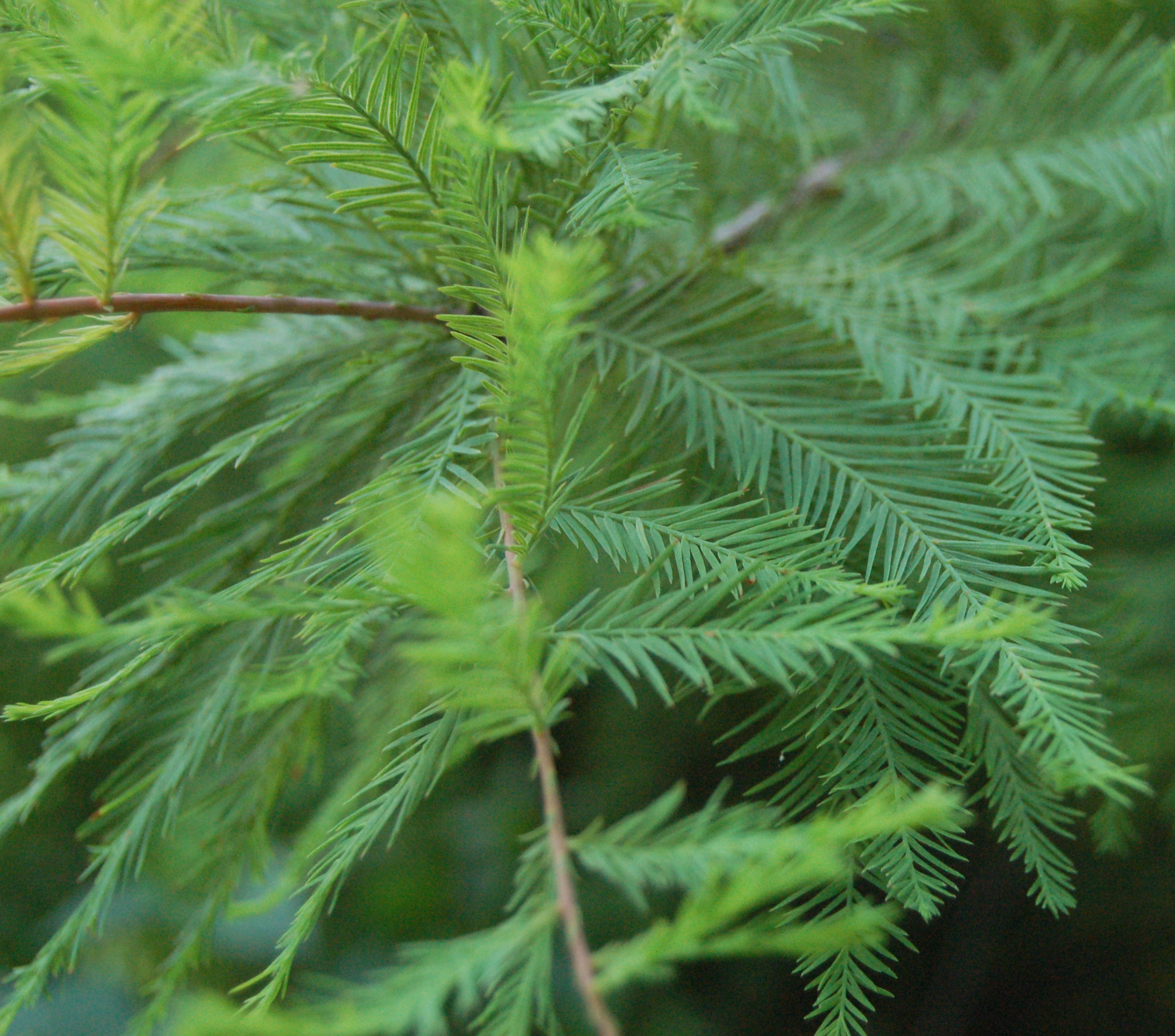
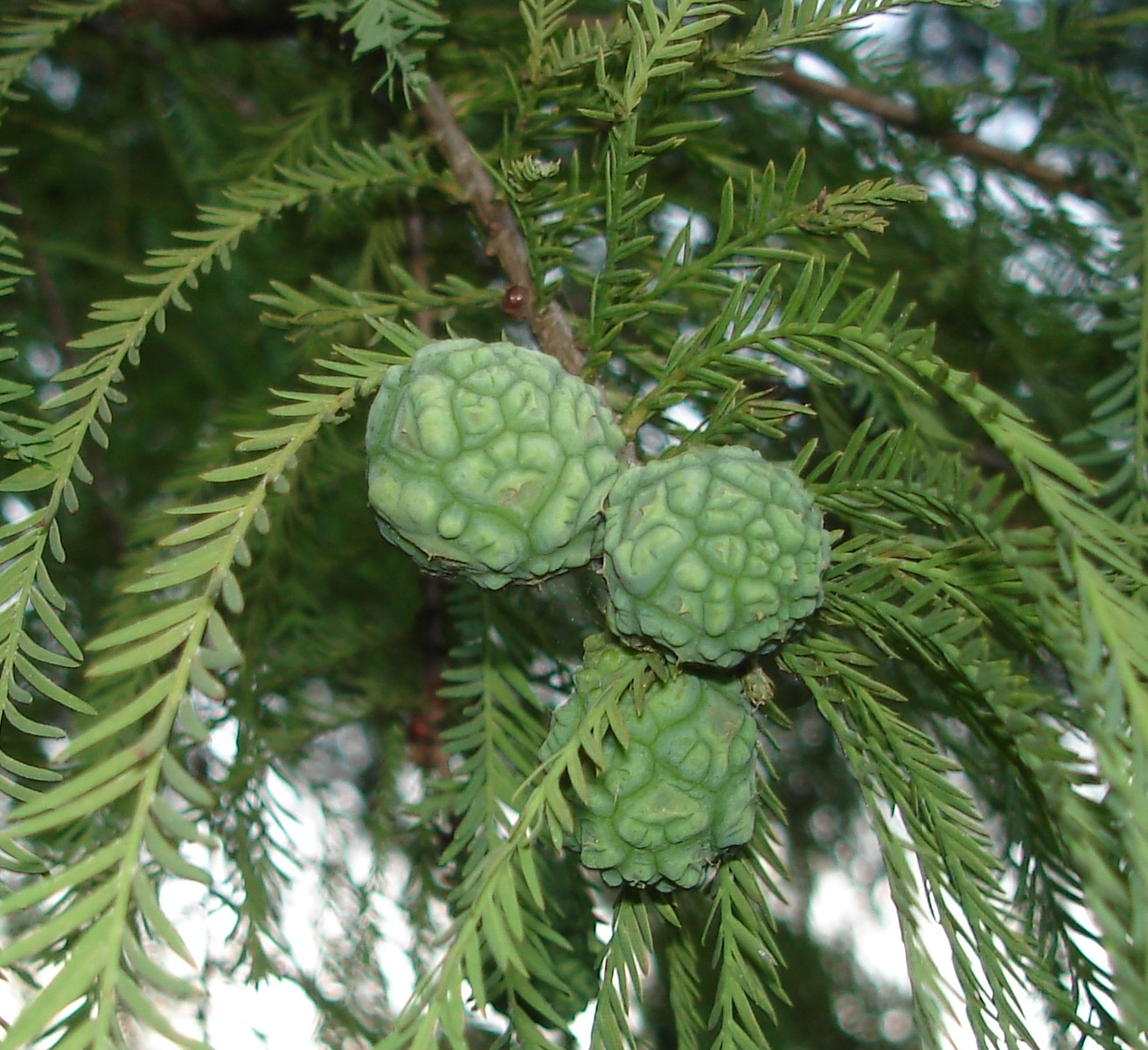
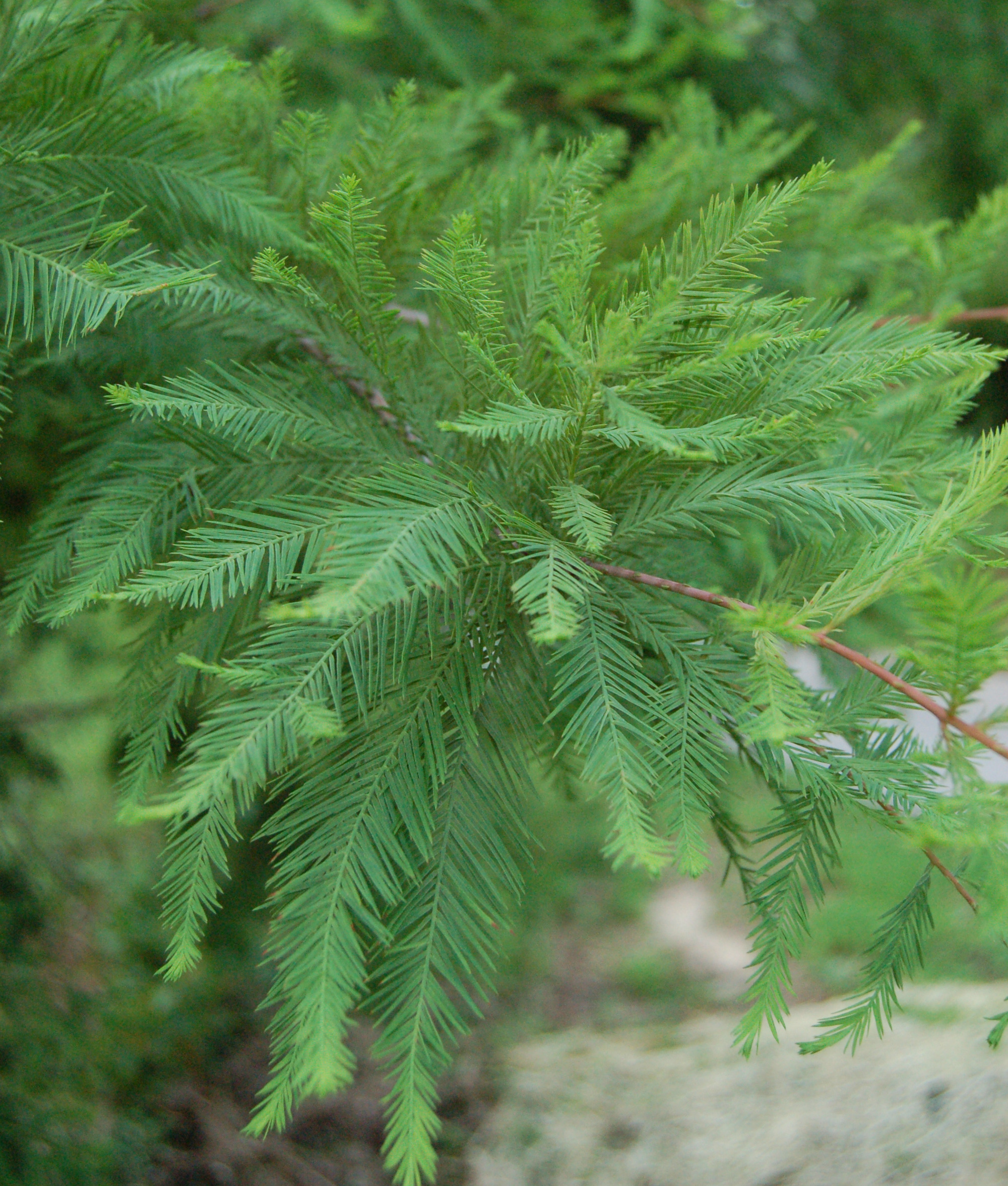
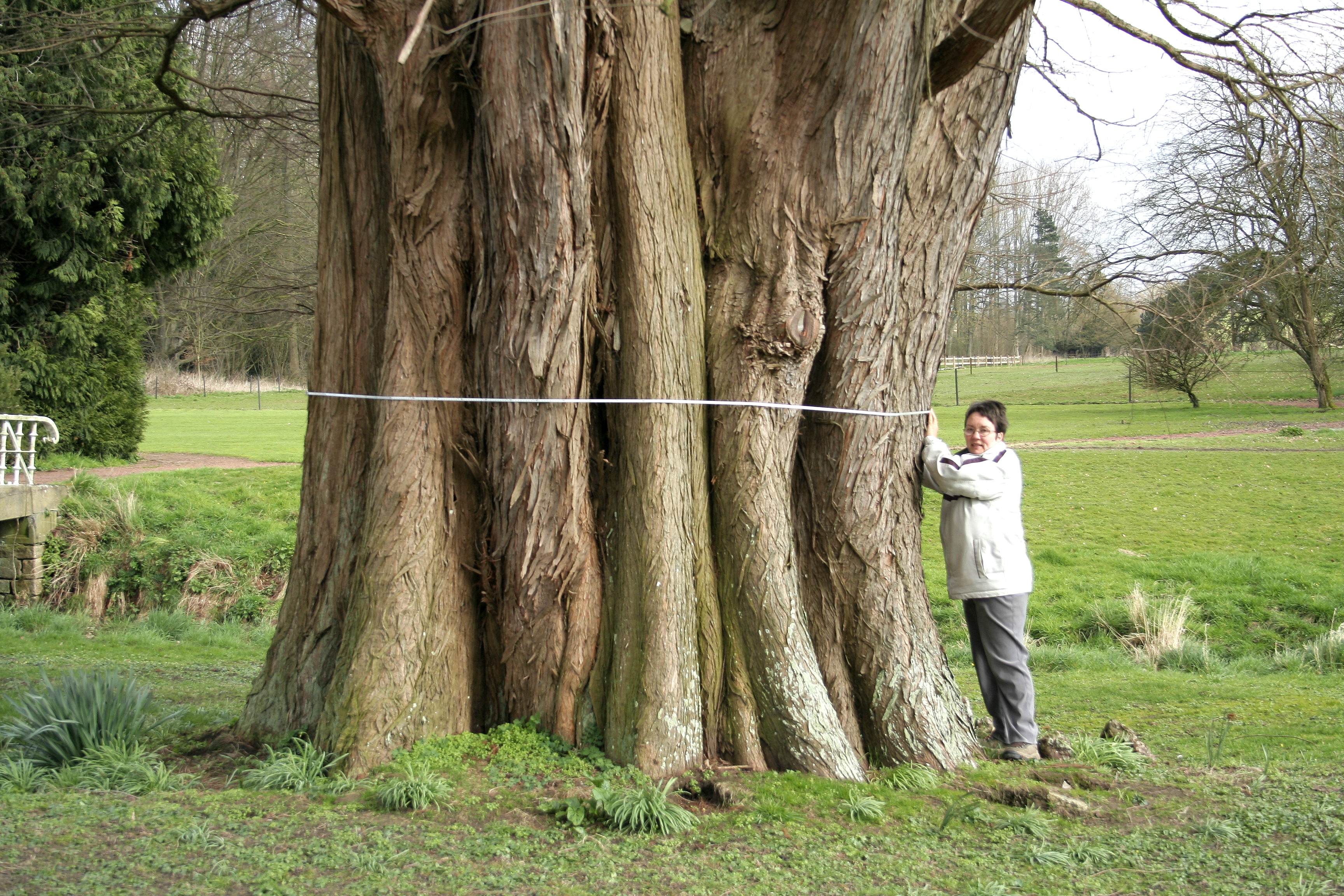
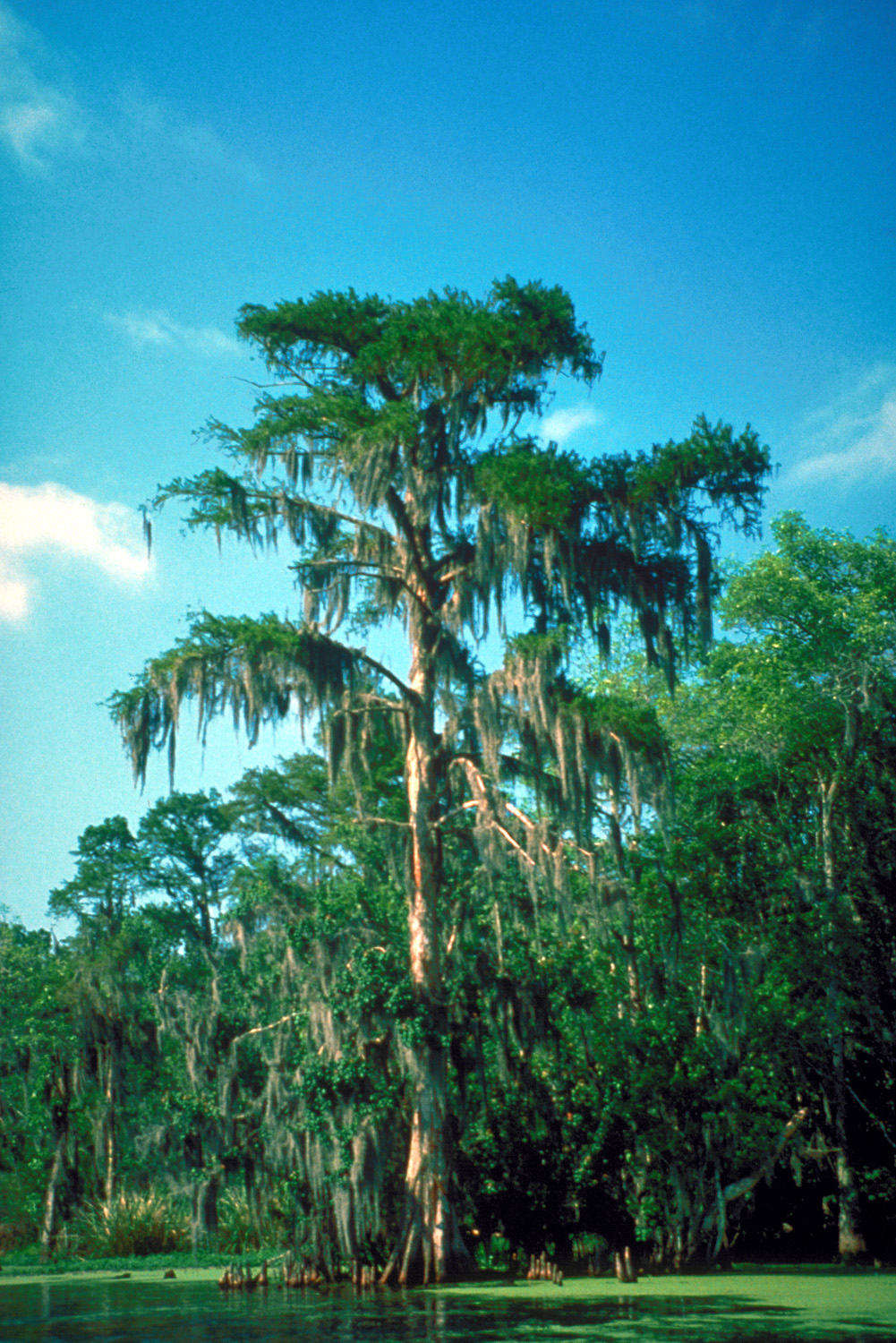
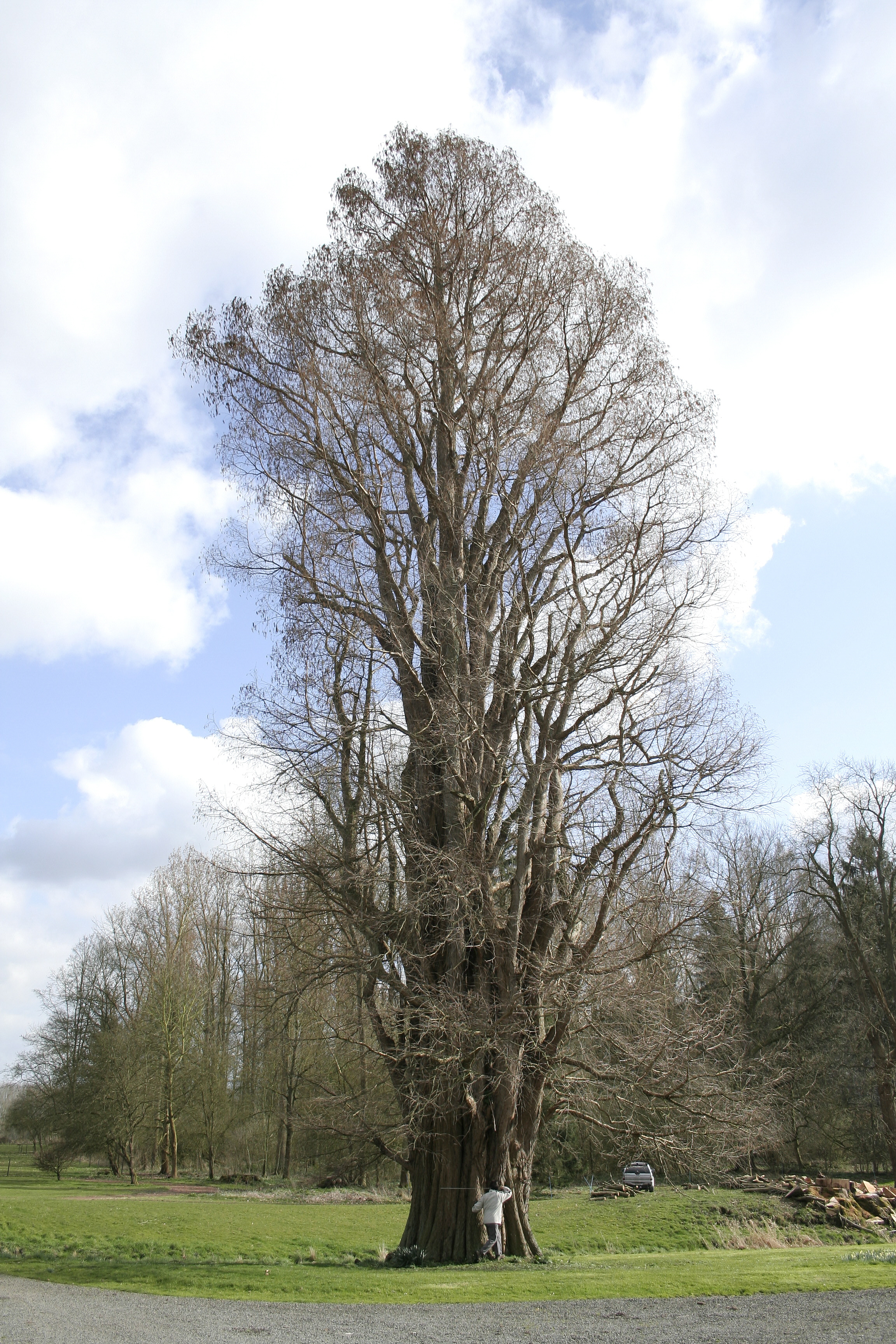